# الهه‌های انتقام
الهه‌های انتقام که به یونانی ارینیئس (به یونانی: Ερινύες) نامیده می‌شوند، در اساطیر یونانی ایزدبانوان انتقام بودند.
خون اورانوس زمانی که کرونوس اخته‌اش کرد، به روی گایا (زمین) ریخت و ائومنیدس به وجود آمدند. آن‌ها سه تن بودند: آلکتو، مگایرا و تیسیفونه. آن‌ها مجرمین و مخصوصاً قاتلان را تعقیب و مجازات می‌کردند. الهه‌های انتقام به شکل موجوداتی وحشتناک، نه به‌طور کامل زنانه با ویژگی‌های از قبیل نفسی سوزان، بال‌هایی به شکل خفاش، سری که مارها بر روی آن حلقه بسته بودند و خونی آغشته به سم از چشمانشان سرازیر می‌شد، توصیف می‌شوند. یونانیان از سر ترس یا شوخی آن‌ها را ائومنیدس (به معنی مهربانان) می‌نامیدند. در اساطیر روم با دیرای مطابقت دارد.